# Paul Maisonneuve
Pour les articles homonymes, voir Maisonneuve.
Paul Maisonneuve est un footballeur français né le 22 décembre 1986 à Nîmes. Il évolue au poste de milieu de terrain.

## Biographie
Formé à l'ESG Uzès puis au Nîmes Olympique, il est sélectionné en équipe première, en championnat National, à partir de la saison 2006-2007. Il participe à la remontée du club en Ligue 2 lors de la saison 2007-2008.
Il effectue ses grands débuts en Ligue 2 dès la première rencontre de championnat opposant Nîmes au Stade brestois.
Éternel espoir du club, il ne parvient cependant pas à confirmer les attentes placées en lui. C'est ainsi qu'à l'issue d'une saison 2009-2010, où il joue très peu en équipe première, son contrat n'est pas renouvelé.
Paul Maisonneuve se retrouve alors sans club. Au total, il aura joué 18 matchs en National et 30 matchs en Ligue 2 avec les Crocos.
Quelques mois plus tard, il traverse le Rhône et s'engage en cours de saison avec l'Union sportive Le Pontet qui évolue en CFA. Repositionné en milieu offensif alors qu'il jouait plus dans un rôle de récupération à Nîmes, il se révèle comme bon passeur.
Ses performances persuadent les dirigeants du Gazélec Ajaccio, tout juste promu en National, de l'engager en juin 2011.
Pièce importante du dispositif ajaccien, il permet au club de terminer 3e et ainsi d'assurer sa promotion en Ligue 2 en mai 2012. Cependant, il ne fera pas partie de l'aventure professionnelle puisque non conservé à l'issue de cette saison.
En août 2012, il s'engage en faveur du FC Martigues. Il quitte le club en mai 2014.
Au début de la saison 2014/2015, il s'engage avec le Pau Football Club, alors en CFA.